# Dálibor
Dálibor (título original en checo, Dalibor) es una ópera en tres actos con música de Bedřich Smetana y libreto escrito en alemán por Josef Wenzig, y traducido al checo por Ervin Špindler. Se estrenó en el Teatro Provisional en Praga el 16 de mayo de 1868. La ópera recibió crítica en la época por estar demasiado influida por la ópera alemana, incluyendo la de Richard Wagner.
El personaje central de la ópera es Dálibor de Kozojed (fl. h. 1490), un caballero checo que intervino en un alzamiento en Ploskovice apoyando al pueblo oprimido y fue sentenciado a muerte en 1498, durante el reinado de Vladislao II. La trama se parece a la de la ópera de Ludwig van Beethoven Fidelio, en el hecho de que el personaje central femenino de ambas óperas se disfraza de hombre para intentar salvar al héroe.

## Historia
Smetana tuvo gran aprecio por esta ópera, pero debido a su tibia recepción, murió pensando que había fracasado con esta ópera. La reposición en 1886, sin embargo, dos años después de la muerte del compositor, fue un éxito. En los años 1890, la ópera se produjo en Zagreb, Múnich y Hamburgo. Gustav Mahler dirigió una producción del año 1892 en Viena.
Esta ópera rara vez se representa en la actualidad; en las estadísticas de Operabase aparece con sólo 5 representaciones en el período 2005-2010.

## Personajes
| Personaje                                                         | Tesitura | Reparto del estreno, 16 de mayo de 1868 (Director: el compositor) |
| ----------------------------------------------------------------- | -------- | ----------------------------------------------------------------- |
| Vladislao, rey de Bohemia                                         | barítono | Josef Lev                                                         |
| Dálibor, un guerrero checo                                        | tenor    | Jan Luvrik Lukes                                                  |
| Budivoj, capitán de la guardia del castillo                       | barítono | Vojtech Sebesta                                                   |
| Beneš, carcelero                                                  | bajo     | Josef Palecek                                                     |
| Vítek, escudero de Dálibor                                        | tenor    | Antonín Barcal                                                    |
| Milada, hermana del burgrave de Ploškovice y enamorada de Dálibor | soprano  | Emilie Benevicová-Miková                                          |
| Jitka, ahijada de Dálibor                                         | soprano  | Eleanora Ehrenbergů                                               |
| Uno de los jueces                                                 | bajo     |                                                                   |
| Pueblo, jueces, mercenarios, coro, papeles mudos.                 |          |                                                                   |